# Robin Holloway

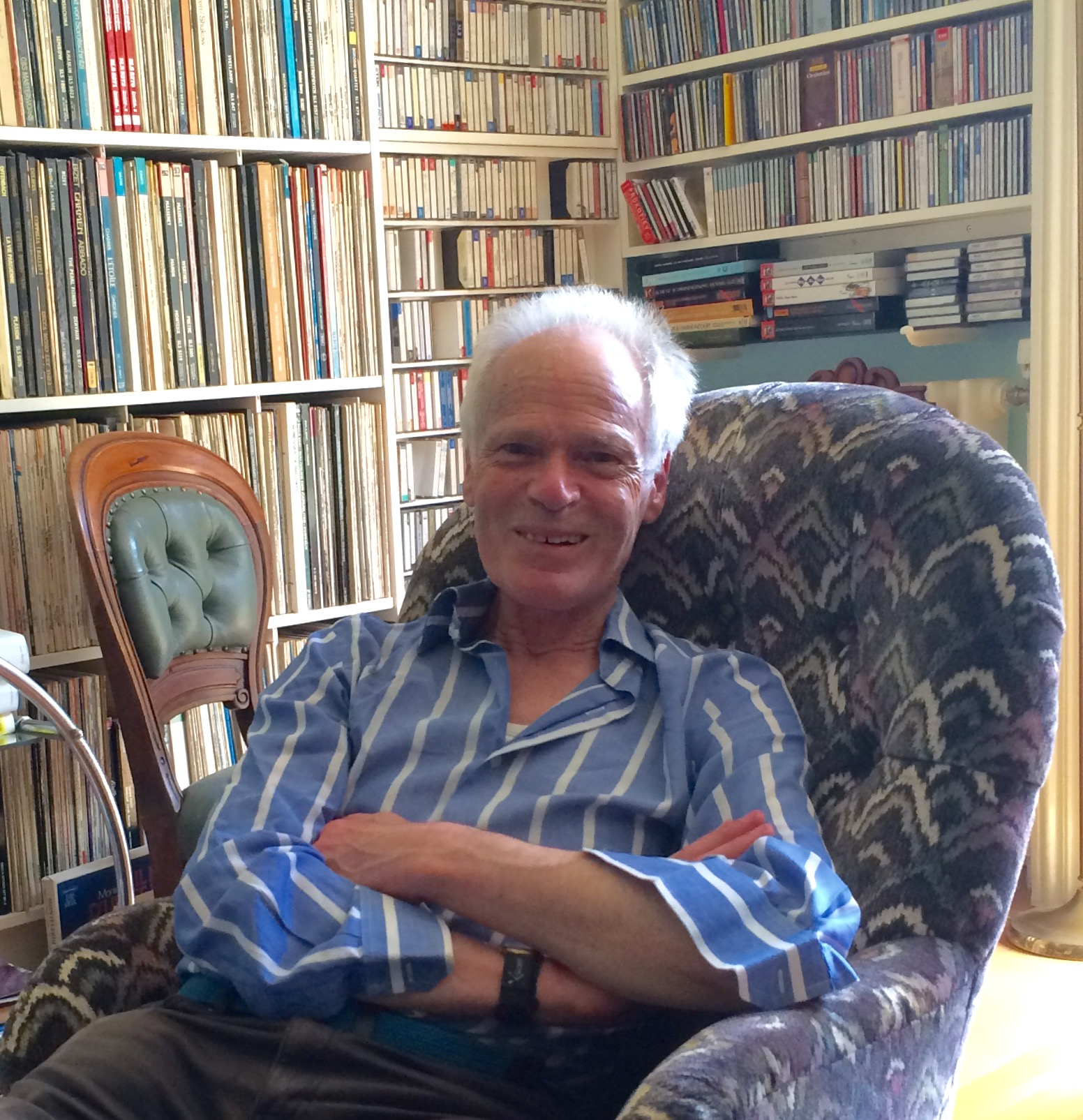
Robin Holloway, 2016

Robin Greville Holloway (* 19. Oktober 1943 in Leamington Spa) ist ein englischer Komponist.

## Leben
Von 1952 bis 1957 war er Chorknabe der St-Paul’s-Kathedrale in London.  Er immatrikulierte sich am King’s College (Cambridge) und studierte Komposition bei Alexander Goehr. Im Jahre 1974 wurde Holloway Assistant Lecturer in Music an der University of Cambridge und von 1980 an war er Dozent. 1999 wurde er mit dem akademischen Grad Reader in Komposition ausgezeichnet und seit 2001 ist er Professor für Komposition. Er ist auch ein 'Fellow' des Gonville and Caius College, Cambridge.

## Werk
Holloway wurde als „neo-romantischer“ Komponist bezeichnet; dies spiegelt sich auch in seiner Affinität zur Musik um die Jahrhundertwende (1900) wider.

## Werkliste (Auswahl)
- 1962: Opus 1, Garden Music für 9 Instrumentalisten
- 1964: Opus 2, Concertino No. 1 für kleines Orchester
- 1964–65: Opus 3, Three Poems of William Empson für Mezzosopran und Instrumentalensemble
- 1966–69: Opus 8, First Concerto for Orchestra
- 1967: Opus 9, Melodrama für Sprecher, Männerchor und Instrumentalensemble (Text: Sylvia Plath)
- 1968: Opus 11, Divertimento No. 1 für 'Amateurorchester und Klavier'
- 1972–73: Opus 20, Cantata on the Death of God für Solisten, Sprecher, SATB Chor, Orgel und Orchester
- 1973: Opus 22, Five Madrigals für Chor
- 1978: Opus 31, Romanza für Violine und kleines Orchester
- 1977:  Opus 32, This is Just to Say für Tenor und Klavier
- 1981–82: Opus 50, War Memorials für Bläserensemble
- 1982: Opus 51, Women in War, 'revue for 4 female soloists and piano'
- 1991: Opus 77, Lord, what is man? für Chor (Text: Crashaw)
- 1997: Opus 85, Scenes from Antwerp für Orchester
- 2004–2006: Opus 101, Fourth Concerto for Orchestra